# Фредрик, Бенджамин
Бенджамин Чимела Фредрик (англ. Benjamin Chiemela Fredrick; родился 28 мая 2005) — нигерийский футболист, центральный защитник английского клуба «Брентфорд», выступающий на правах аренды за бельгийский «Дендер», и сборной Нигерии.

## Клубная карьера
14 января 2023 года дебютировал за «Насарава Юнайтед» в чемпионате Нигерии против клуба «Эньимба».

## Карьера в сборной
Выступал за сборную Нигерии до 20 лет, а также за главную сборную страны.